# والتینگ
والتینگ (به آلمانی: Walting) یک شهر و شورای توسعه روستایی در آلمان است که در آیشتت واقع شده‌است.

## خصوصیات
والتینگ ۳۹٫۷۷ کیلومترمربع مساحت دارد ۳۹۵ متر بالاتر از سطح دریا واقع شده‌است.